# Divide County
Das Divide County ist ein County im Bundesstaat North Dakota der Vereinigten Staaten. Der Verwaltungssitz (County Seat) ist Crosby.

## Geographie
Das County liegt im äußersten Nordwesten von North Dakota, grenzt im Norden an Kanada, im Westen an Montana und hat eine Fläche von 3352 Quadratkilometern, wovon 90 Quadratkilometer Wasserfläche sind. Es grenzt in den Vereinigten Staaten im Uhrzeigersinn an folgende Countys: Burke County, Williams County und Sheridan County (Montana).

## Geschichte
Divide County wurde 1910 gebildet. Benannt wurde es wahrscheinlich nach dem Zustand der Teilung vom Williams County oder möglicherweise nach der kontinentalen Wasserscheide zwischen dem Missouri River und dem Red River of the North, auf der das County liegt.
Fünf Bauwerke und Stätten des Countys sind im National Register of Historic Places eingetragen (Stand 22. März 2018).

## Demografische Daten

Alterspyramide des Divide County

Nach der Volkszählung im Jahr 2000 lebten im Divide County 2.283 Menschen in 1.005 Haushalten und 649 Familien. Die Bevölkerungsdichte betrug 0,7 Einwohner pro Quadratkilometer. Ethnisch betrachtet setzte sich die Bevölkerung zusammen aus 98,99 Prozent Weißen, 0,13 Prozent amerikanischen Ureinwohnern, 0,53 Prozent Asiaten und 0,18 Prozent aus anderen ethnischen Gruppen; 0,18 Prozent stammten von zwei oder mehr Ethnien ab. 0,61 Prozent der Bevölkerung waren spanischer oder lateinamerikanischer Abstammung.
Von den 1.005 Haushalten hatten 22,5 Prozent Kinder und Jugendliche unter 18 Jahre, die bei ihnen lebten. 56,8 Prozent waren verheiratete, zusammenlebende Paare, 4,2 Prozent waren allein erziehende Mütter, 35,4 Prozent waren keine Familien, 33,4 Prozent waren Singlehaushalte und in 19,9 Prozent lebten Menschen im Alter von 65 Jahren oder darüber. Die Durchschnittshaushaltsgröße betrug 2,18 und die durchschnittliche Familiengröße lag bei 2,79 Personen.
Auf das gesamte County bezogen setzte sich die Bevölkerung zusammen aus 20,2 Prozent Einwohnern unter 18 Jahren, 3,6 Prozent zwischen 18 und 24 Jahren, 20,1 Prozent zwischen 25 und 44 Jahren, 26,6 Prozent zwischen 45 und 64 Jahren und 29,5 Prozent waren 65 Jahre alt oder darüber. Das Durchschnittsalter betrug 49 Jahre. Auf 100 weibliche Personen kamen 100,8 männliche Personen. Auf 100 Frauen im Alter von 18 Jahren oder darüber kamen statistisch 97,5 Männer.
Das jährliche Durchschnittseinkommen eines Haushalts betrug 30.089 USD, das Durchschnittseinkommen der Familien betrug 39.292 USD. Männer hatten ein Durchschnittseinkommen von 28.333 USD, Frauen 16.371 USD. Das Prokopfeinkommen betrug 16.225 USD. 9,5 Prozent der Familien und 14,6 Prozent Familien lebten unterhalb der Armutsgrenze. Davon waren 19,5 Prozent Kinder oder Jugendliche unter 18 Jahre und 14,7 Prozent waren Menschen über 65 Jahre.